# Wallace Chan
Wallace Chan (né en 1956), de son vrai nom Chen Shi-ying (陈世英), est un artiste et sculpteur hongkongais connu pour créer des motifs complexes dans des pierres précieuses,. Créateur du collier de diamants le plus cher du monde, il a également breveté plusieurs techniques innovantes de taille telle que celle de la « taille Wallace » en 1987, une technique de taille et de polissage du jade en 2002 et la « porcelaine Wallace Chan», un type de porcelaine cinq fois plus résistante que l'acier en 2018 après 7 ans de recherches. Sa première création en porcelaine, A New Generation (Ring), fait partie de la collection permanente du British Museum où il est d'ailleurs le premier artiste joaillier chinois contemporain à connaitre cette reconnaissance.

## Biographie

### Jeunesse et formation
Chan est né à Fuzhou dans le Fujian en 1956 et a émigré à Hong Kong à l'âge de 5 ans. Il quitte l'école à 13 ans après seulement deux ans de scolarité afin de subvenir aux besoins de sa famille. Il devient apprenti sculpteur à 16 ans en 1973, et passe dès l'année suivante à la création de son propre atelier de sculpture. Il est sculpteur, graveur, et peintre pendant plusieurs décennies avant de commencer à créer des bijoux, de l'art de la sculpture portable, en 2001 après un voyage zen de six mois en tant que moine.

### Carrière
Chan a une première opportunité tandis qu'il travaille à Macao lorsque Yih Shun-lin, un collectionneur d'art taïwanais, lui demande de créer un stūpa pour le musée du Bouddha de Fo Guang Shan à Kaohsiung. Il est le premier joaillier contemporain à organiser une exposition personnelle au musée de la capitale à Pékin et le premier joaillier asiatique à exposer à la Biennale de Paris,. L'une de ses pièces remarquables, le pendentif Now and Always, représente une image faciale distinctive inspirée par les déesses des Heures aux multiples visages dans une aigue-marine,. Son collier Great Wall, composé de  diamants et de jadéite, est vendu pour la somme de 73,5 millions $ en 2012.

## La taille Wallace
En 1987, il conçoit une méthode de gravure de motifs dans une pierre précieuse. La technique utilise des camées et des intailles pour créer des images réalistes qui se reflètent ensuite dans la gemme pour créer un effet tridimensionnel. Une fraise dentaire modifiée est utilisée pour effectuer de petits changements détaillés sur la pierre. La plupart des œuvres sont réalisées sous l'eau pour dissiper la chaleur générée par la perceuse à haute puissance, afin d'éviter d'endommager le matériau,.